# Hashimoto Chikanobu

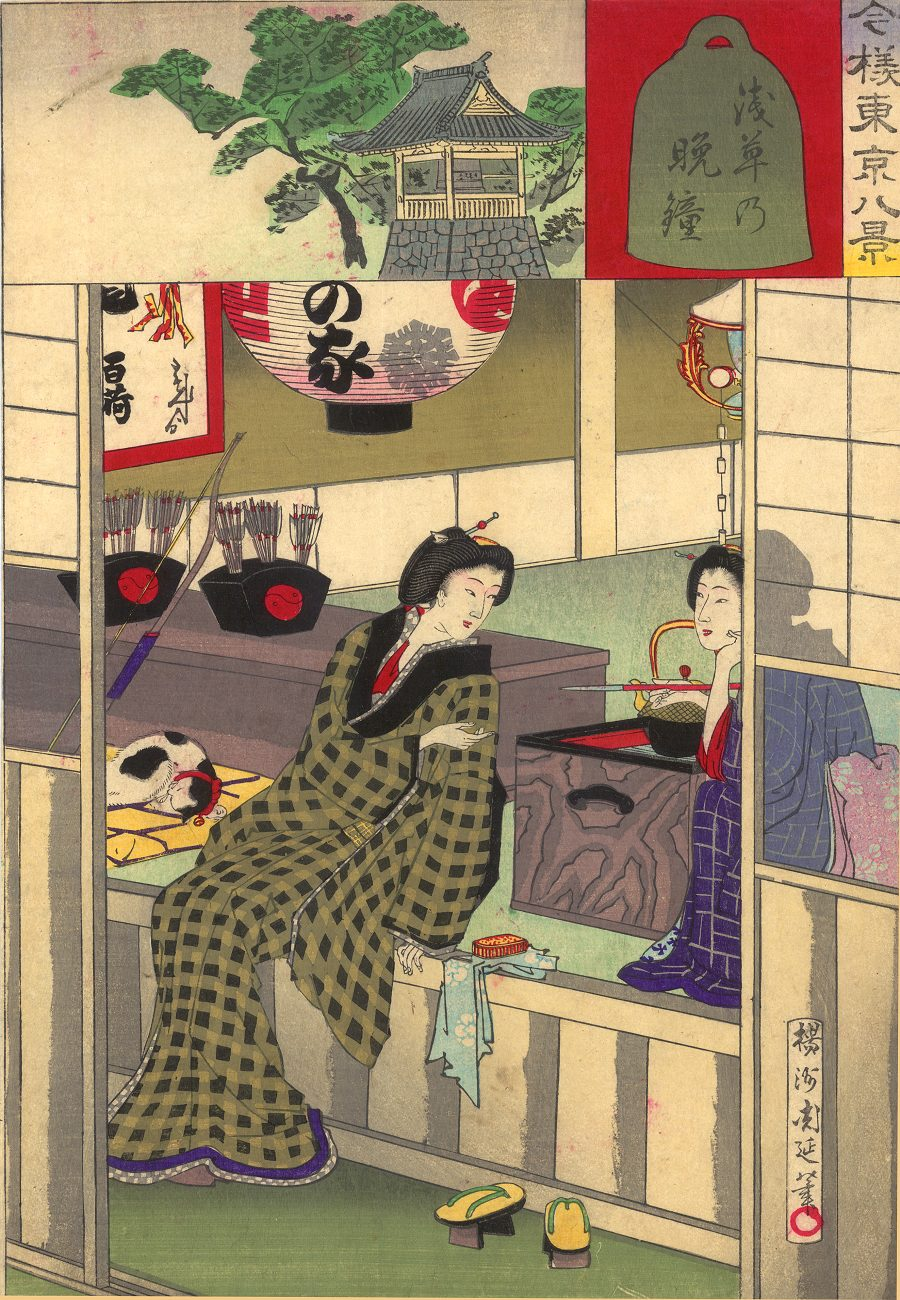
Abendglocke von Asakusa

Hashimoto Chikanobu (japanisch 橋本 周延, bekannt auch als Yōshū Chikanobu (揚州 周延), eigentlicher Name: Hashimoto Naoyoshi (橋本 直義); geboren 26. September 1838 in Takada (Provinz Echigo); gestorben 29. September 1912) war ein japanischer Holzschnittkünstler. Seine Schaffensperiode erstreckte sich über etwa 45 Jahre, vom Ende der Edo-Zeit (Bunkyū, japanisch 文久, 1861–1864) bis etwa Meiji 40 (1907). In dieser Zeit schuf er rund 2000 Werke. Das Bild, das man sich von Chikanobus Werk macht, basiert in nicht geringem Maße auf seinen Serienwerken (Soroimono, japanisch 揃物). Insbesondere Serien wie Chiyoda no Ōoku (千代田の大奥) oder Shinbijin (真美人) tragen entscheidend dazu bei.

## Leben und Werk
Chikanobu wurde in der Provinz Echigo als Sohn eines Gokenin (御家人), also eines niederen Samurai geboren. Zunächst lernte er Malerei bei Utagawa Kuniyoshi, dann bei Toyokuni III. (三代豊国) und fertigte Bilder an unter dem Namen Yoshitsuru II. (二代芳鶴). Schließlich bildete er sich unter Toyohara Kunichika weiter und änderte seinen Künstlernamen in Chikanobu. Da Chikanobu in seiner Kindheit an Pocken erkrankte und sein Gesicht von Pockennarben gezeichnet war, mied er Fotografien. Als er starb, existierte kein einziges Foto von ihm.
Während der Wirren am Ende der Edo-Zeit gehörte Chikanobu der Shimboku-tai (神木隊) an – einer Einheit, die aus Edo-basierten Samurai des Takada-Han gebildet worden war. Im Jahr 1868 schlossen sich Mitglieder der Shimboku-tai, darunter auch Chikanobu, der Shōgitai (彰義隊) an – einer Tokugawa-loyalen Miliz, die den Kan’ei-ji-Tempel in Ueno während der Schlacht von Ueno (上野戦争, Ueno Sensō) verteidigte. Nach der Niederlage in Ueno flohen sie aus Edo und setzten den Kampf im Boshin-Krieg fort, indem sie sich schließlich den Truppen von Enomoto Takeaki in der Republik Ezo auf Hokkaidō anschlossen. Die Einheit wurde nach dem Fall der Republik Ezo im Jahr 1869 aufgelöst. Überlebende Mitglieder, darunter Chikanobu, wurden von der neuen Meiji-Regierung gefangen genommen und bestraft.
Chikanobu wurde  mit „Wirklich schöne Frauen“ (真美人; Shin-bijin), „Spiegel der Zeiten“ (時代かがみ, Jidai kagami) und anderen Serien schöner Frauen bekannt. Auf Grund seiner Samurai-Abstammung wurde er zur Burg Edo zugelassen und fertigte Serien zur Edo-Zeit an, wie „Im Inneren des Chiyoda-Schlosses“ (千代田の大奥, Chiyoda no Ōoku), „Blumen des wahren, alten Ostens“ (温故東之花, Onko-azuma no hana). – „Spiegel der Nobilität Japans“ (扶桑貴観, Fusō kikan), der das japanische Kaiserpaar mit Kronprinz darstellt, ist eins seiner bekanntesten Triptychen. Kaiser Meiji trägt eine schwarze Offiziers-Galauniform im westlichen Stil, die mit dem Chrysanthemenorden dekoriert ist, Kaiserin Shōken (昭憲皇后; 1850–1940) ist ebenso attraktiv wie der Kaiser dargestellt. In der Mitte sitzt Kronprinz Taishō, gekleidet in eine Schuluniform. Zu seinen wichtigsten Verlegern zählen Fukuda Hatsujirō, Matsuki Heikichi und Kobayashi Tetsujirō.
Die Beschäftigung mit westlicher Musik war eins der weiteren Themen Chikanobus. Das sorgfältig ausgeführte Triptychon „Konzert mit europäischen Instrumenten und Chor“ (歐州管弦樂合奏之圖, Ōshū kangengaku gasō no zu) aus dem Jahr 1889 ist ein Beispiel dafür. Ein Holzschnitt aus dem Jahr 1887 ist mit „Chor einer Grundschule“ (小学唱歌之略図, Shogakkō shōka no ryakuzu) bezeichnet: 15 junge Männer und Frauen gruppieren sich um ein Klavier.

## Bilder

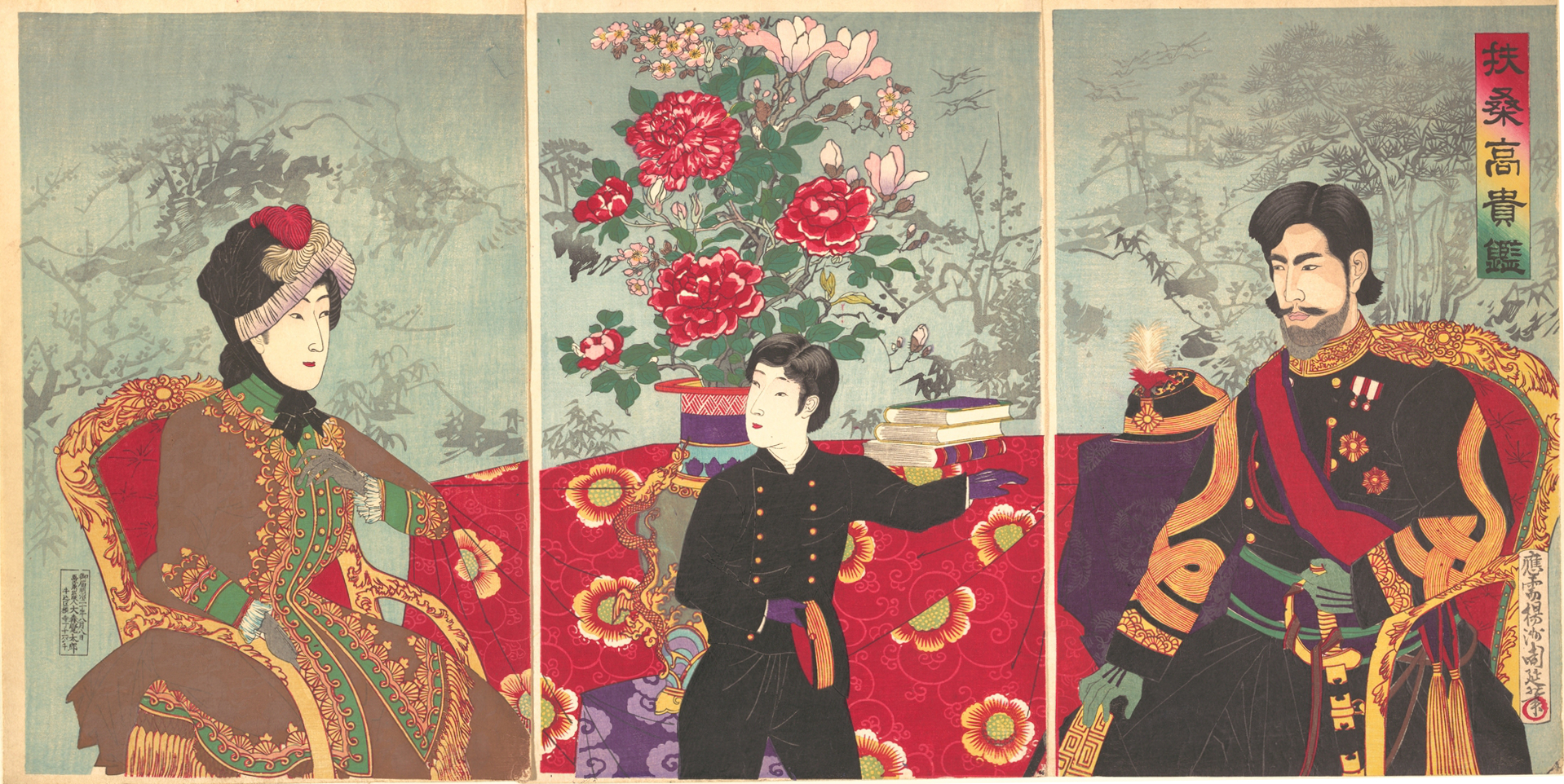
Spiegel der Nobilität Japans
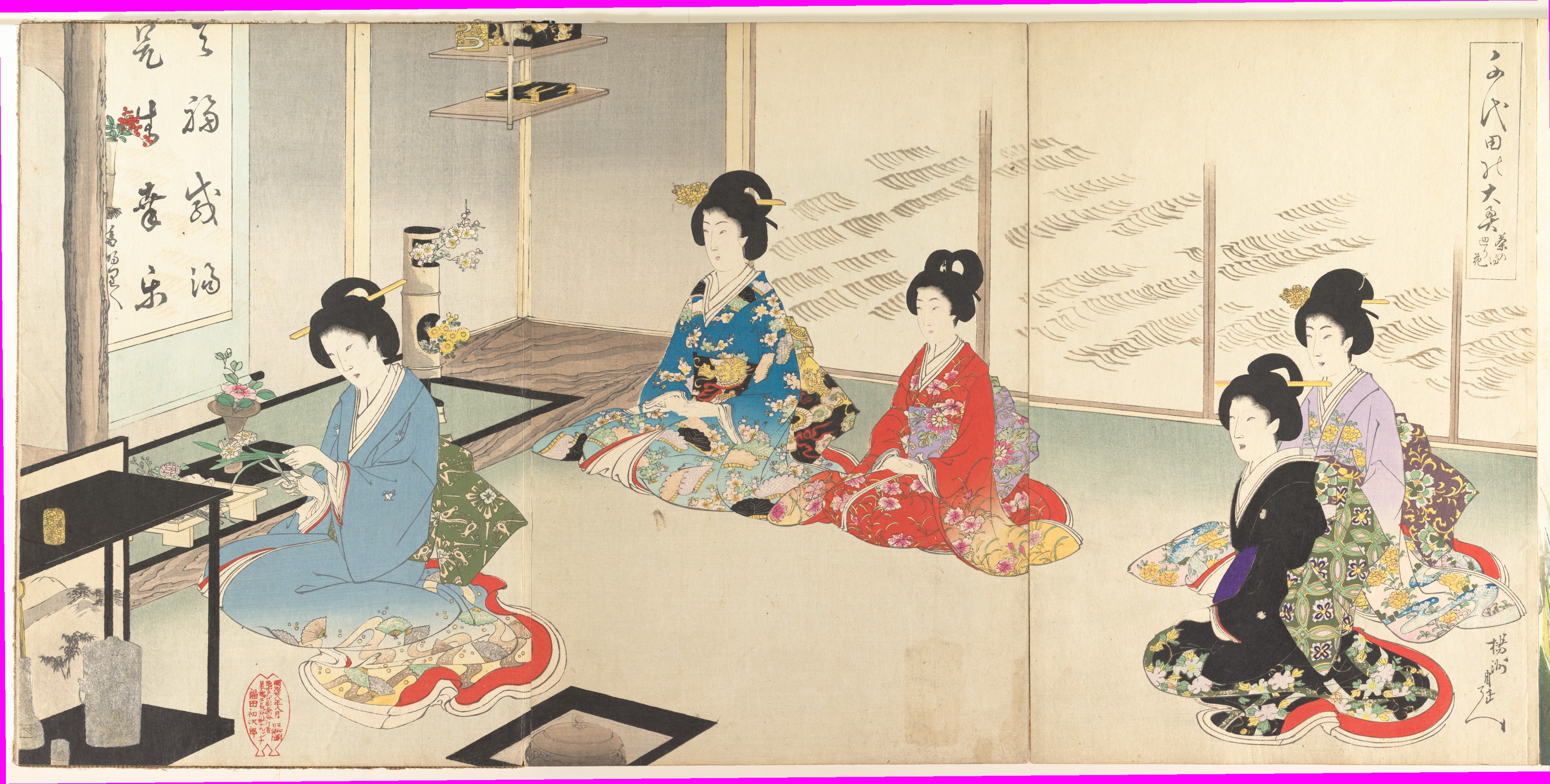
Im Ōoku
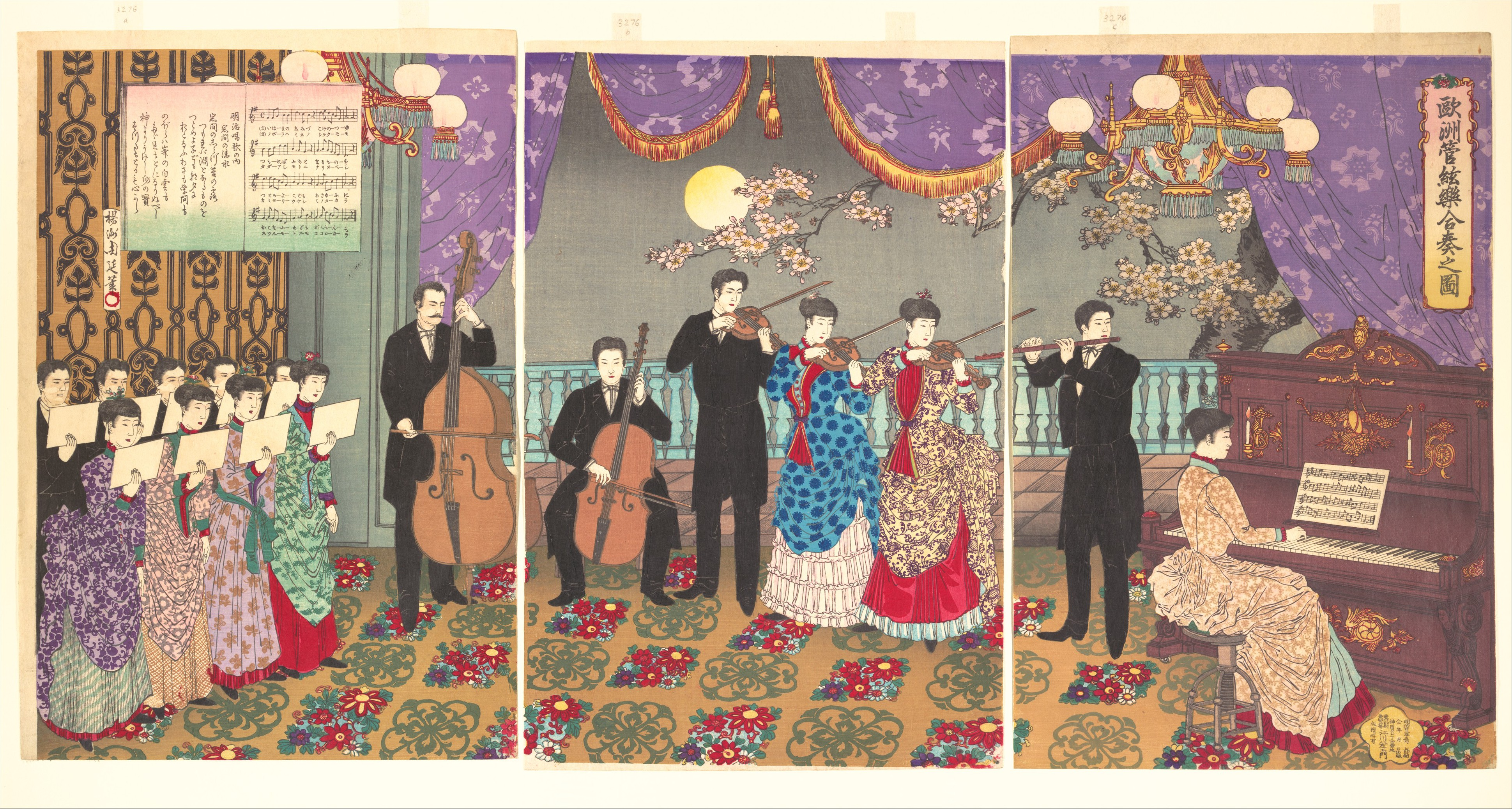
Konzert mit europäischen Instrumenten, 1889
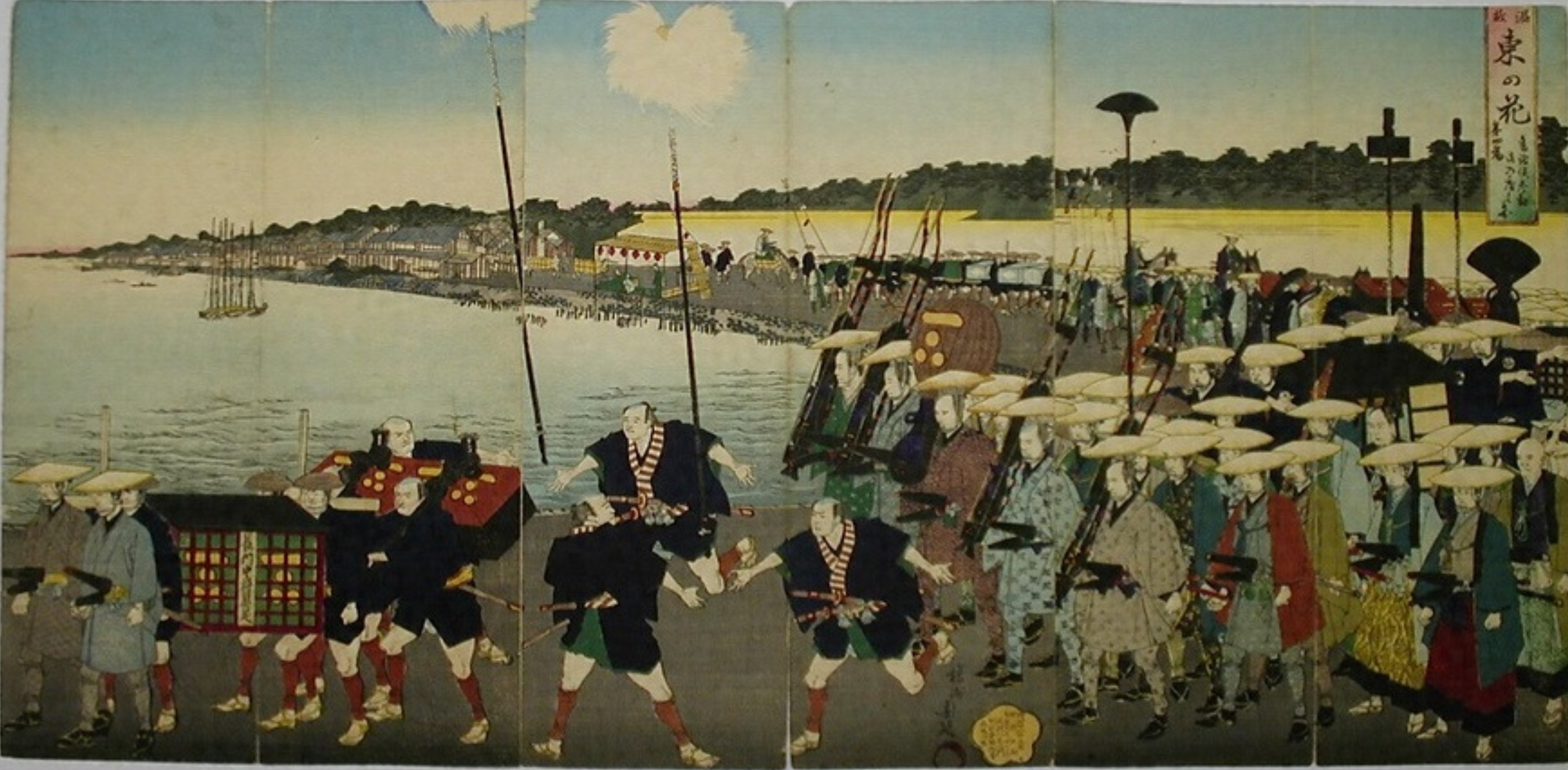
Aus „Azuma no Hana“
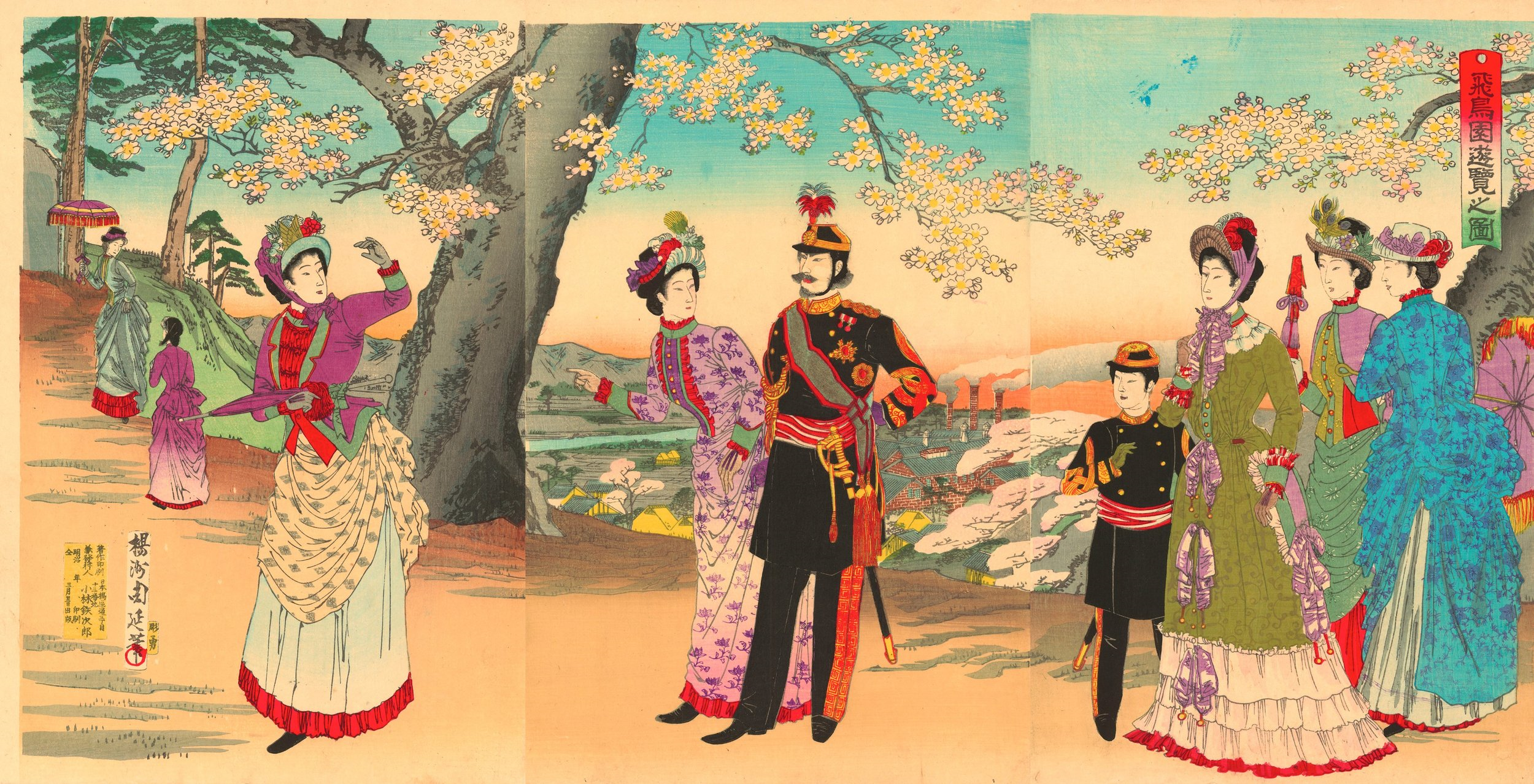
Kaiser Meiji im Asukayama-Park[A 4]